# EMD SD45
SD45 ist die Herstellerbezeichnung für eine Reihe dieselelektrischer Güterzuglokomotiven, die von 1965 bis 1971 als Teil der SD-Serie bei General Motors Electro-Motive Division (EMD) in McCook (Illinois) in 1260 Exemplaren gebaut wurde. 1972 erschienen die Reihen SD45-2 und SD45T-2 als Nachfolgemodelle der SD45.

## Geschichte
Mit der Einführung der neuen Motorenreihe 645 des Herstellers General Motors Electro-Motive Division (EMD) zur Ablösung der bisher verwendeten Reihe 567 war die Entwicklung neuer Typen von Diesellokomotiven verbunden. Im Dezember 1965 baute EMD den ersten Prototyp der Lokomotivreihe SD45. Zwei weitere Vorserienfahrzeuge folgten im Januar und eines im Juni 1966, obwohl bereits im Mai 1966 die Serienproduktion begonnen hatte. Parallel zur SD45 entstanden die ebenfalls sechsachsigen Güterzuglokomotiven der Reihen SD38, SD39 und SD40. Neben dem neuen Dieselmotor besaßen SD40 und SD45 eine überarbeitete elektrische Ausrüstung, beispielsweise einen Wechselstrom-Hauptgenerator und moderne Steuerungstechnik.
Die Unzuverlässigkeit der SD45, die hauptsächlich auf den zwanzigzylindrigen Dieselmotor zurückzuführen war, veranlasste einige Kunden, auf die weniger leistungsfähige SD40 auszuweichen. Dennoch wurden zwischen Mai 1966 und Dezember 1971 insgesamt 1256 Serienlokomotiven der Reihe SD45 verkauft. Zusätzlich entstanden von 1967 bis 1970 52 Fahrzeuge der Reihe SDP45 mit Dampfheizkessel und 153 km/h Höchstgeschwindigkeit sowie in den Jahren 1970 und 1971 versuchsweise 7 Lokomotiven der Reihe SD45X, die mit 3130 kW erheblich leistungsfähiger waren.
Im Gegensatz zur Reihe SD40 wurde die SD45 ausschließlich für Bahngesellschaften in den Vereinigten Staaten bei EMD in McCook (Illinois) gebaut. Die bedeutendsten Käufer der Standardausführung waren die Southern Pacific Company (SP) mit 317, die Pennsylvania Railroad (PRR) mit 130, die Atchison, Topeka and Santa Fe Railway (ATSF) mit 125 und die Norfolk and Western Railway (N&W) mit 115 Maschinen. Die Hauptaufgabe der Lokomotiven war die Beförderung schwerer Güterzüge, weshalb sie mit einer Mehrfachtraktionssteuerung und optional mit einer Widerstandsbremse ausgerüstet waren.
1972 stellte EMD die Produktion auf die Dash-2-Serie um, womit die neuen Reihen SD45-2 und SD45T-2 als Nachfolgemodelle der SD45 auf den Markt kamen. Zu den wichtigsten Änderungen zählten neue Drehgestelle, längere Rahmen und eine modular aufgebaute elektrische Steuerung. Die SD45T-2 besaß außerdem eine grundlegend überarbeitete Kühlanlage, um bei Fahrten durch lange Tunnel die Überhitzung des Dieselmotors zu vermeiden.
Zwischen 1979 und 1986 baute Southern Pacific Transportation (SP) in den bahneigenen Werkstätten in Sacramento (Kalifornien) 167 Maschinen um, die infolgedessen als SD45R bezeichnet wurden. Diese Arbeiten beinhalteten die Senkung der Motorleistung auf 2390 kW zur Erhöhung der Zuverlässigkeit. Ab 1993 ließ SP bei Morrison-Knudsen insgesamt 133 Fahrzeuge der Reihen SD40, SD45 und SDP 45, davon 97 SD45, zur Reihe SD40M-2 umbauen. ATSF brachte mit der Modernisierung von über 100 Fahrzeugen zwischen 1979 und 1989 das Modell SD45u hervor.
Im Jahr 2000 waren die meisten Lokomotiven der Reihe SD45 ausgemustert. Einige Fahrzeuge wurden vor der Verschrottung bewahrt und blieben im untergeordneten Güterverkehr oder museal erhalten. Zu den bekanntesten erhaltenen Fahrzeugen gehört die Maschine der Nummer 400, die im Mai 1966 als erste Serienlokomotive der Reihe SD45 für die Great Northern Railway (GN) gebaut wurde.

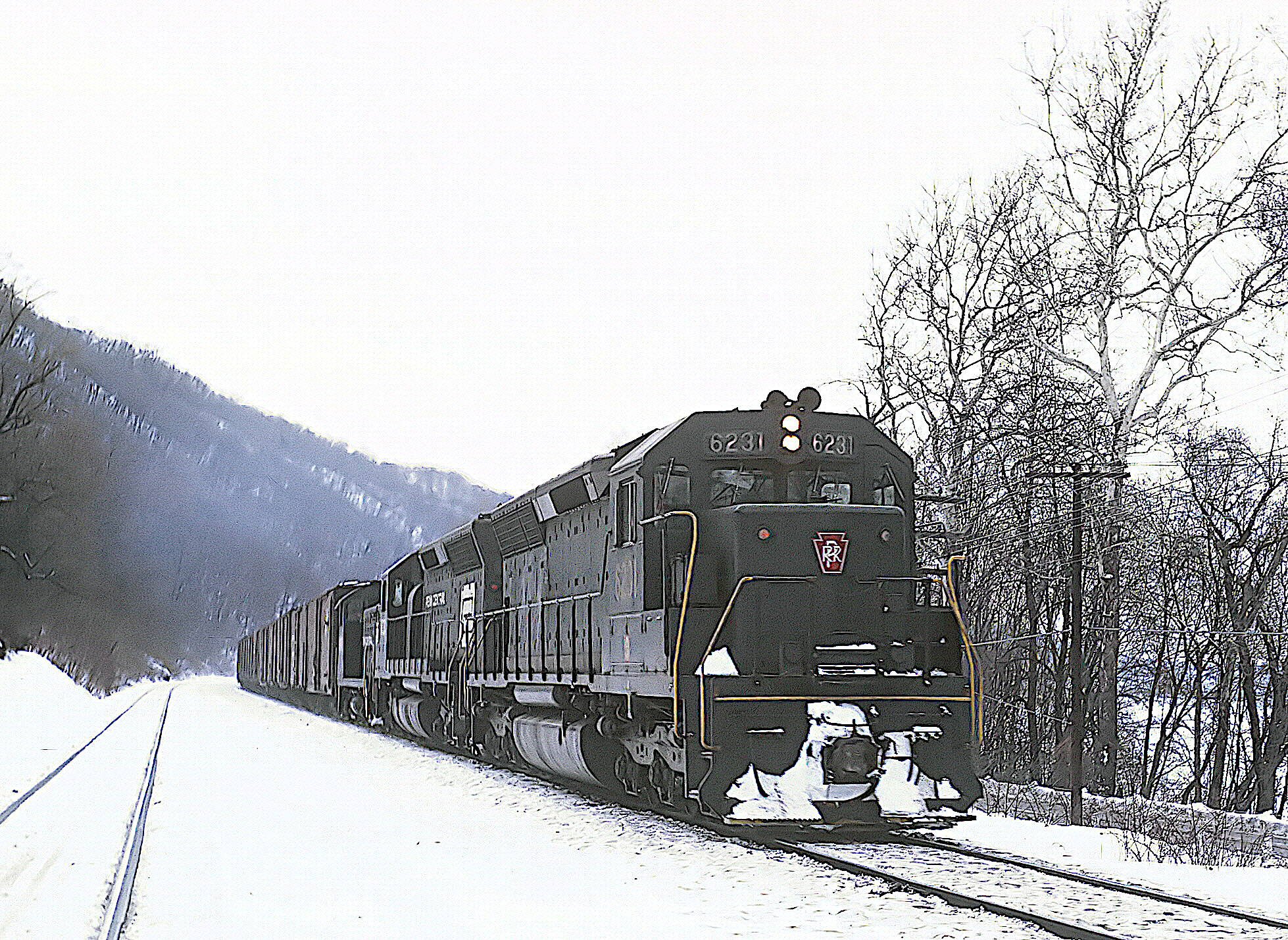
PC 6231 in Pennsylvania (Januar 1970)
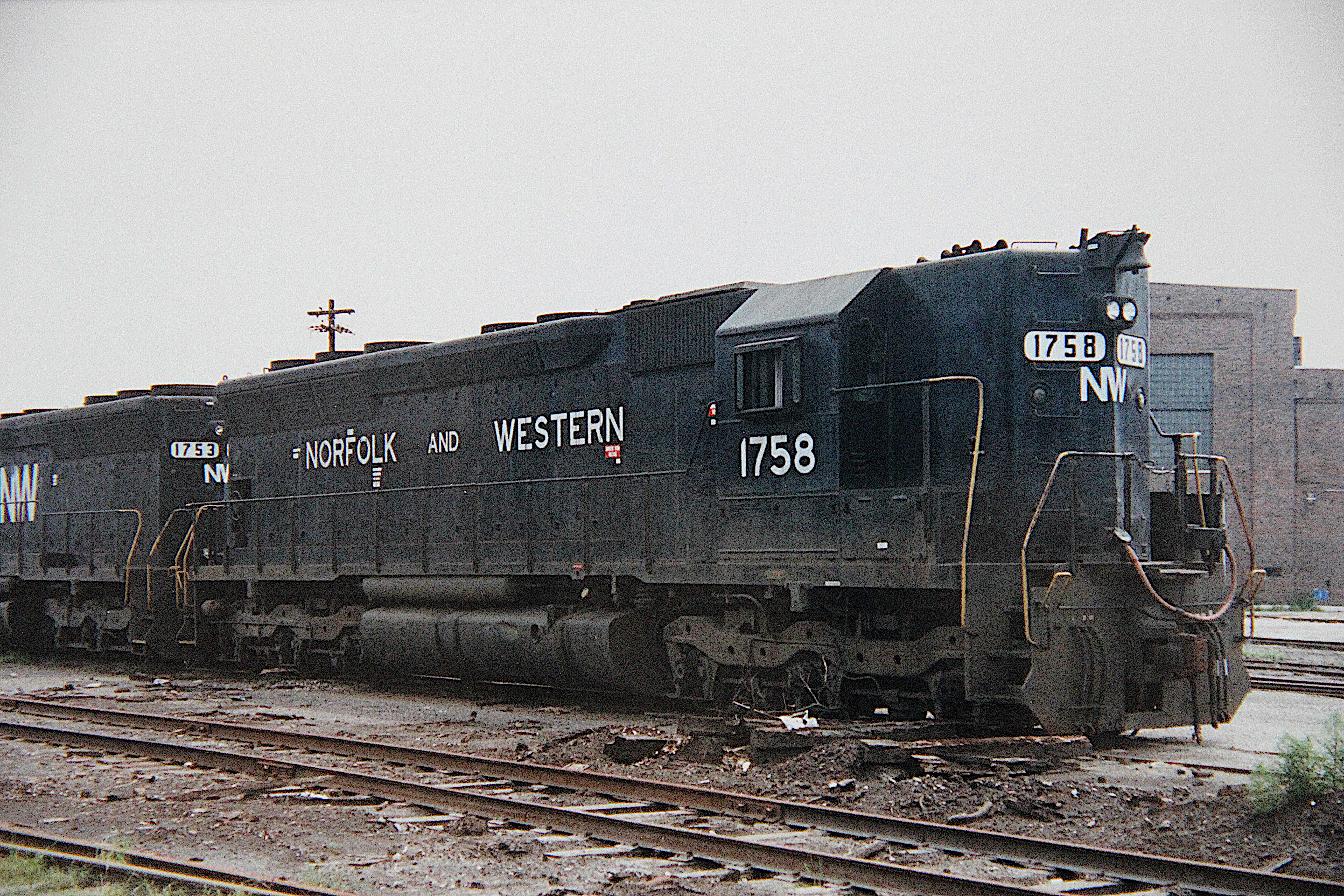
N&W 1758 mit hohem Vorbau in Decatur (Juni 1987)
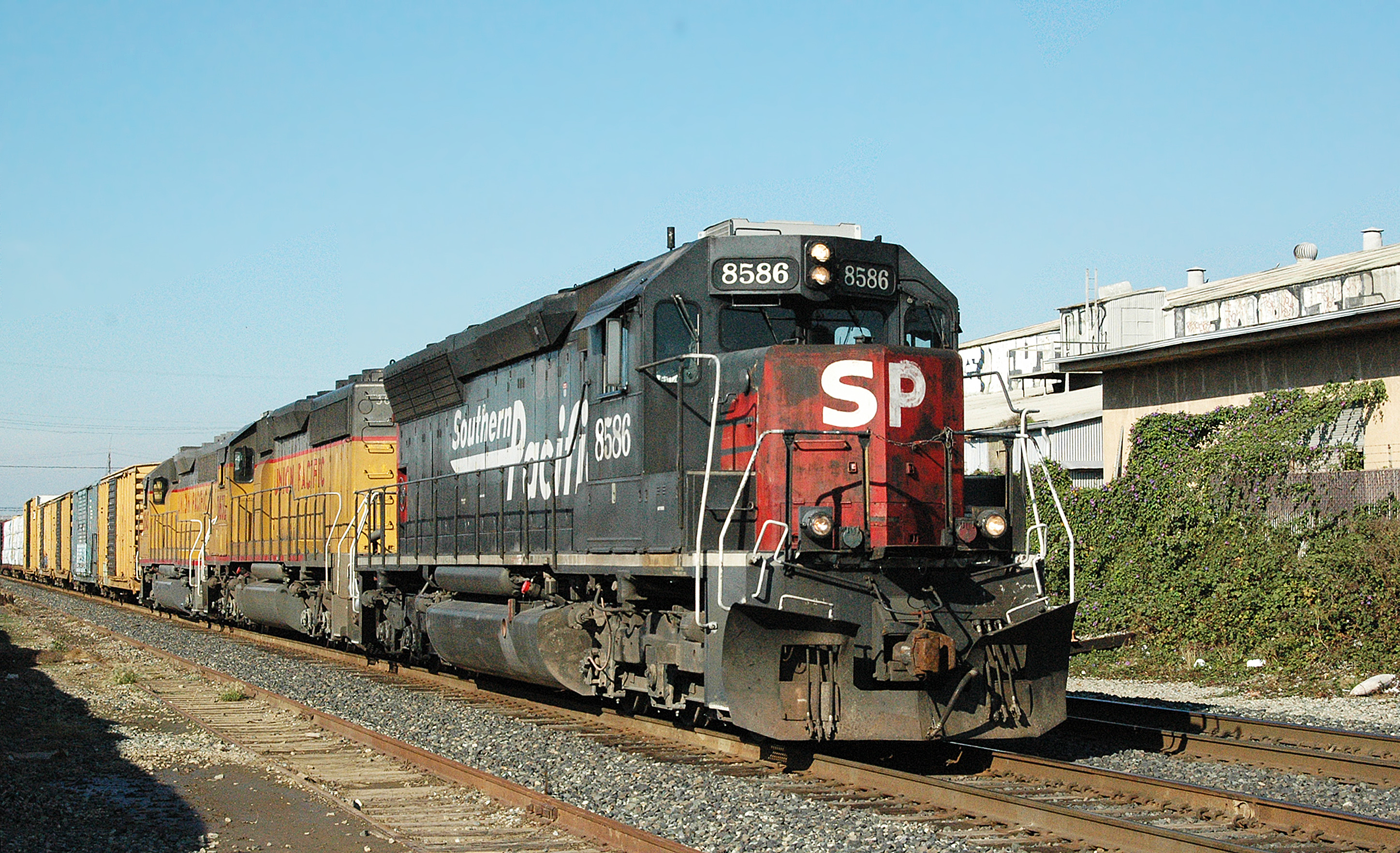
SP 8586 (SD40M-2) in Richmond (Oktober 2004)

## Technische Beschreibung
Der geschweißte Hauptrahmen, der mit den Rahmen von SD38, SD39 und SD40 nahezu identisch ist, stützt sich über zwei H-förmige Wiegen auf die beiden dreiachsigen Gussrahmendrehgestelle mit symmetrischem Achsstand, welche Schraubenfedern als Primär- und Sekundärfederung besitzen. Die Verbindung zwischen Hauptrahmen und Wiegen wird durch Drehpfannen hergestellt. Den Abschluss des Lokomotivrahmens bildet an den Enden jeweils eine Stirnplatte, die in der Regel einen einfachen Bahnräumer oder einen Schneepflug trägt. Die Reibungsmasse entspricht der Dienstmasse der Lokomotive und liegt je nach Ausstattung des Fahrzeugs zwischen 166,9 t und 186,0 t. Die mittlere Achslast beträgt damit 27,8 t bis 31,0 t. Der Hauptrahmen trägt den Vorbau, den Führerstand und die Aufbauten des Maschinenraums, wobei der Vorbau und der über Türen zugängliche Maschinenraum zwischen seitlichen Umläufen angeordnet und daher schmaler als der Führerstand sind. Der Umlauf auf der linken Seite des Fahrzeugs führt über die Luftkanäle zur Kühlung der Fahrmotoren und liegt deshalb etwas höher als der rechte Umlauf. Im Vergleich zur konstruktiv ähnlichen Reihe SD40 wurden bei der SD45 aufgrund des größeren Dieselmotors Vorbau und Führerstand nach vorn versetzt und die Kühlanlage nach hinten verlängert. Der Vorbau beinhaltet einen Sandkasten für die pneumatisch betriebene Sandstreueinrichtung, die zusammen mit einem zweiten Behälter für das hintere Drehgestell über einen Sandvorrat von 1,59 m³ verfügt. Sämtliche 115 für die Norfolk and Western Railway (N&W) gebauten Lokomotiven sowie alle 70 Maschinen für die Southern Railway (SOU) besaßen anstelle des niedrigen Vorbaus einen höheren Aufbau vor dem Führerstand. An beiden Enden des Fahrzeugs ist eine durch Geländer geschützte Rangierplattform sowie eine Übergangsbrücke für den Einsatz in Mehrfachtraktion vorhanden.
Unterhalb des Führerstandes sind die Starterbatterien des Dieselmotors mit einer Nennspannung von 64 V und einer Kapazität von 420 Ah angeordnet. Hinter dem Führerstand befindet sich der elektrische Schaltschrank für das vordere Drehgestell, gefolgt von einer Einrichtung zur Frischluftversorgung des Maschinenraums mit seitlichen Einlässen unter dem Dach. Die von einem Lüfter angesaugte Umgebungsluft wird dabei mithilfe eines Trägheitsabscheiders weitgehend von Staub befreit und anschließend in den Maschinenraum geleitet, um für den Fahrmotorlüfter, den Hauptgeneratorlüfter und die Ölbadluftfilter des Dieselmotors gereinigte Luft bereitzustellen.
In der Mitte des Fahrzeugs ist die Antriebsanlage, bestehend aus Dieselmotor und Hauptgenerator, angeordnet, wobei sich der Hauptgenerator zusammen mit einem Hilfsgenerator vor dem Motor befindet. Die Lokomotiven besitzen einen Dieselmotor des Typs EMD 20-645E3. Dieser ist ein wassergekühlter Zwanzigzylinder-V-Motor mit Abgasturbolader, arbeitet nach dem Zweitaktprinzip und erreicht bei einer Drehzahl von 900 min−1 eine Leistung von 2680 kW. Bei niedrigen Motordrehzahlen ist der Turbolader über ein mechanisches Getriebe mit dem Dieselmotor verbunden und wird bei höherer Drehzahl, wenn der Abgasdruck ausreicht, durch eine Fliehkraftkupplung getrennt. Die Zylinder weisen einen Innendurchmesser von 230 mm und einen Kolbenhub von 254 mm auf. Daraus ergibt sich ein Hubraum von 10,6 l pro Zylinder und 211,4 l des gesamten Motors. Es sind rund 1110 l Schmieröl und 1090 l Kühlwasser vorhanden. Mit einem achtstufigen Fahrschalter reguliert der Lokomotivführer die Motordrehzahl und somit die Antriebsleistung. Der vom Dieselmotor angetriebene Wechselstrom-Hauptgenerator des Typs EMD AR10 versorgt über vorgeschaltete Gleichrichter die sechs fremdbelüfteten Tatzlager-Gleichstromfahrmotoren vom Typ EMD D77. Ein kleinerer Wechselstromgenerator des Modells D14, der mit dem Hauptgenerator eine Einheit bildet, erzeugt die Erregerspannung des Hauptgenerators und liefert den Strom für die Kühlerlüfter des Dieselmotors sowie die Frischluftversorgung des Maschinenraums. Der Gleichstrom-Hilfsgenerator Delco A8102 versorgt das Bordnetz für elektrische Steuerungen, Pumpenantriebe, Beleuchtung und das Laden der Starterbatterien.
Den hinteren Abschluss des Maschinenraums bildet die Kühlanlage des Dieselmotors. Über den Wärmetauschern befinden sich drei von Wechselstrommotoren angetriebene Kühlerlüfter, welche die Kühlluft durch seitliche Einlässe ansaugen und nach oben ausstoßen. Nach demselben Prinzip arbeiten die beiden Lüfter zur Kühlung der, wenn vorhanden, über dem Dieselmotor angeordneten Bremswiderstände. Unterhalb der Kühlanlage des Motors sind Ausgleichsbehälter, Filter und Pumpen für Schmieröl, Dieselkraftstoff und Kühlwasser sowie ein vom Dieselmotor angetriebener Kolbenluftpresser des Typs Gardner Denver WBO zur Befüllung der Hauptluftbehälter ebenso wie der elektrische Schaltschrank für das hintere Drehgestell untergebracht. Die beiden Hauptluftbehälter des Druckluftsystems mit einem gemeinsamen Volumen von 800 l sind beidseits längs am Lokomotivrahmen angebracht. Zwischen den Drehgestellen befindet sich der Kraftstofftank mit einem Fassungsvermögen von 12 100 l, optional 15 100 l.
Eine indirekt wirkende Druckluftbremse dient als Zugbremse, eine direkt wirkende Druckluft-Zusatzbremse als Lokomotivbremse und eine Handbremse zur Sicherung im Stand. Die pneumatische Bremsausrüstung der Bauart 26L stammt von Westinghouse. Die mechanische Einrichtung ist als Klotzbremse mit zwei Bremsklötzen pro Radsatz ausgeführt. Die Handbremse wirkt je nach Ausführung auf zwei Radsätze des vorderen oder des hinteren Drehgestells. Optional ist außerdem eine Widerstandsbremse vorhanden. Standardmäßig verfügen die Fahrzeuge über eine Mehrfachtraktionssteuerung, teilweise wurde eine Locotrol-Funkfernsteuerung nachgerüstet. Das Übersetzungsverhältnis zwischen Fahrmotor und Radsatz beträgt wahlweise 1 : 4,13, 1 : 3,81 oder 1 : 3,53. Daraus ergeben sich Höchstgeschwindigkeiten von 114 km/h, 124 km/h und 134 km/h. Mit einem Übersetzungsverhältnis von 1 : 4,13 beträgt die Anfahrzugkraft 410 kN. Im niedrigen Geschwindigkeitsbereich unterhalb 20 km/h entsprechen die Zugkräfte denen der SD40, erst bei größeren Geschwindigkeiten ist die SD45 mit ihrer höheren Antriebsleistung der SD40 überlegen.
Weitere Optionen beinhalteten einen leistungsfähigeren Luftpresser, einen größeren Schmierölvorrat, verschiedene zusätzliche Ausstattung des Führerstandes sowie eine Personaltoilette im Vorbau der Lokomotive.